# Penjahitan
Penjahitan is een bestuurslaag in het regentschap Aceh Singkil van de provincie Atjeh, Indonesië. Penjahitan telt 159 inwoners (volkstelling 2010).